# آرتور ووسکانیان
آرتور آشوتی ووسکانیان (ارمنی: Արթուր Աշոտի Ոսկանյան؛ زادهٔ ۱۳ اوت ۱۹۷۶ در ایروان) یک بازیکن فوتبال بازنشسته در پست هافبک و مربی فوتبال کنونی اهل ارمنستان است.

## باشگاهی
از باشگاه‌هایی که در آن بازی کرده‌است می‌توان به واغارشاپات، وان ایروان، لرناین آرتساخ، تسمنت آرارات، الیستا، اسپارتاک ایروان، بانانتس، دیگنیس آکریتاس، اتنیکوس اچنا، پیونیک، کیلیکا، آرارات ایروان و ویتبسک اشاره کرد.

## تیم ملی
وی همچنین در تیم ملی فوتبال ارمنستان بازی کرده‌است. ووسکانیان نخستین بازی ملی خود را در تاریخ ۲۷ مارس ۱۹۹۹ در چارچوب مرحله مقدماتی جام ملت‌های اروپا ۲۰۰۰ در ایروان در مقابل روسیه انجام داده‌است

## آمارهای تیم ملی
| تیم ملی فوتبال ارمنستان | تیم ملی فوتبال ارمنستان | تیم ملی فوتبال ارمنستان |
| سال                     | حضورها                  | گل‌ها                    |
| ----------------------- | ----------------------- | ----------------------- |
| ۱۹۹۹                    | ۶                       | ۰                       |
| ۲۰۰۰                    | ۵                       | ۰                       |
| ۲۰۰۱                    | ۵                       | ۰                       |
| ۲۰۰۲                    | ۲                       | ۰                       |
| ۲۰۰۳                    | ۷                       | ۰                       |
| ۲۰۰۴                    | ۲                       | ۰                       |
| ۲۰۰۵                    | ۱                       | ۰                       |
| ۲۰۰۶                    | ۲                       | ۰                       |
| ۲۰۰۷                    | ۹                       | ۱                       |
| ۲۰۰۸                    | ۱۰                      | ۰                       |
| ۲۰۰۹                    | ۲                       | ۰                       |
| ۲۰۱۰                    | ۲                       | ۰                       |
| مجموعاً                  | ۵۴                      | ۱                       |

## افتخارات

### باشگاهی
اسپارتاک ایروان
- لیگ برتر فوتبال ارمنستان (۱): ۱۹۹۸
- لیگ برتر فوتبال ارمنستان مقام سوم (۱): ۲۰۰۱
- جام استقلال ارمنستان (۱): ۱۹۹۸
- سوپر جام فوتبال ارمنستان (۱): ۱۹۹۸

بانانتس
- لیگ برتر فوتبال ارمنستان نایب قهرمان (۱): ۲۰۱۰
- لیگ برتر فوتبال ارمنستان مقام سوم (۱): ۲۰۰۲
- جام استقلال ارمنستان نایب قهرمان (۲): ۲۰۰۹، ۲۰۱۰
- سوپر جام فوتبال ارمنستان نایب قهرمان (۱): ۲۰۱۰

پیونیک
- لیگ برتر فوتبال ارمنستان (۲): ۲۰۰۵, ۲۰۰۶
- جام استقلال ارمنستان نایب قهرمان (۱): ۲۰۰۶
- سوپر جام فوتبال ارمنستان (۱): ۲۰۰۵
- سوپر جام فوتبال ارمنستان نایب قهرمان (۱): ۲۰۰۶

آرارات ایروان
- جام استقلال ارمنستان نایب قهرمان (۱): ۲۰۰۷

### انفرادی
- بازیکن فوتبال سال ارمنستان: ۱۹۹۸[۲]

## زندگی خصوصی
ووسکانیان متأهل است و یک پسر و یک دختر دارد.